# ويليام إتش أفيري
ويليام إتش أفيري (بالإنجليزية: William H. Avery)‏ هو مهندس أمريكي، ولد في 25 يوليو 1912، وتوفي في 26 يونيو 2004 في ويست يارموث في الولايات المتحدة.